# Golpe Lorković-Vokić
O Golpe Lorković-Vokić ou Trama Lorković-Vokić (em croata:  Urota Lorković-Vokić) foi uma tentativa de meados de 1944 iniciada pelo Ministro do Interior Mladen Lorković e pelo Ministro das Forças Armadas Ante Vokić de formar um governo de coligação com o Partido Camponês Croata (HSS), abandonar as potências do Eixo e alinhar o Estado Independente da Croácia com os Aliados com a ajuda da Guarda Nacional Croata. A trama teve origem no HSS, que também esteve envolvido nas negociações com os Aliados. A conspiração terminou com prisões em massa e a execução dos principais conspiradores, incluindo Lorković e Vokić.

## Situação na Europa
Em 24 de agosto de 1942, os alemães lançaram um ataque a Stalingrado. A batalha de Stalingrado terminou com a derrota alemã em 2 de fevereiro de 1943. Depois dessa vitória, a guerra virou a favor da União Soviética.  A invasão aliada da Sicília foi lançada em 9 de julho de 1943,  e logo Benito Mussolini foi deposto e preso em 25 de julho.  No mesmo dia, o rei italiano Vítor Emanuel III nomeou Pietro Badoglio como o novo primeiro-ministro da Itália e, em 8 de setembro de 1943, assinou a capitulação incondicional da Itália.  Em 6 de junho de 1944, os Aliados lançaram os desembarques do Dia D na costa da Normandia ocupada pelos alemães. 

### Golpes nas nações do Eixo
Por causa das derrotas que as forças do Eixo sofreram com os Aliados, algumas nações do Eixo tentaram mudar de lado. Em 1º de agosto de 1944, o líder pró-japonês Plaek Phibunsongkhram foi deposto na Tailândia. Em 23 de agosto de 1944, quando o Exército Vermelho se aproximava da Romênia, o Rei Miguel deu um golpe de Estado contra o ditador Ion Antonescu e juntou-se aos Aliados.
Logo após o golpe na Romênia, a União Soviética declarou guerra à Bulgária em 5 de Setembro, atravessou o Danúbio e ocupou o nordeste da Bulgária em 8 de Setembro. O exército búlgaro recebeu ordens de não oferecer qualquer resistência. A Frente Pátria na Bulgária derrubou o governo anti-Eixo de Konstantin Muraviev em 9 de setembro de 1944 (embora a Bulgária tenha declarado oficialmente neutralidade em 2 de setembro e tenha deixado o Eixo). A Bulgária juntou-se aos Aliados em 9 de setembro de 1944, imediatamente após o golpe.
Em 15 de outubro, o regente da Hungria, Miklós Horthy, anunciou que a Hungria havia abandonado a guerra e tentado um armistício com a União Soviética. Em resposta, os alemães lançaram a Operação Panzerfaust, prenderam Horthy e instalaram Ferenc Szálasi, o líder do fascista Partido da Cruz Flechada, como líder da Hungria. O país continuaria a lutar contra o Exército Vermelho pelo Eixo até o fim da guerra.

## Preparativos para o golpe

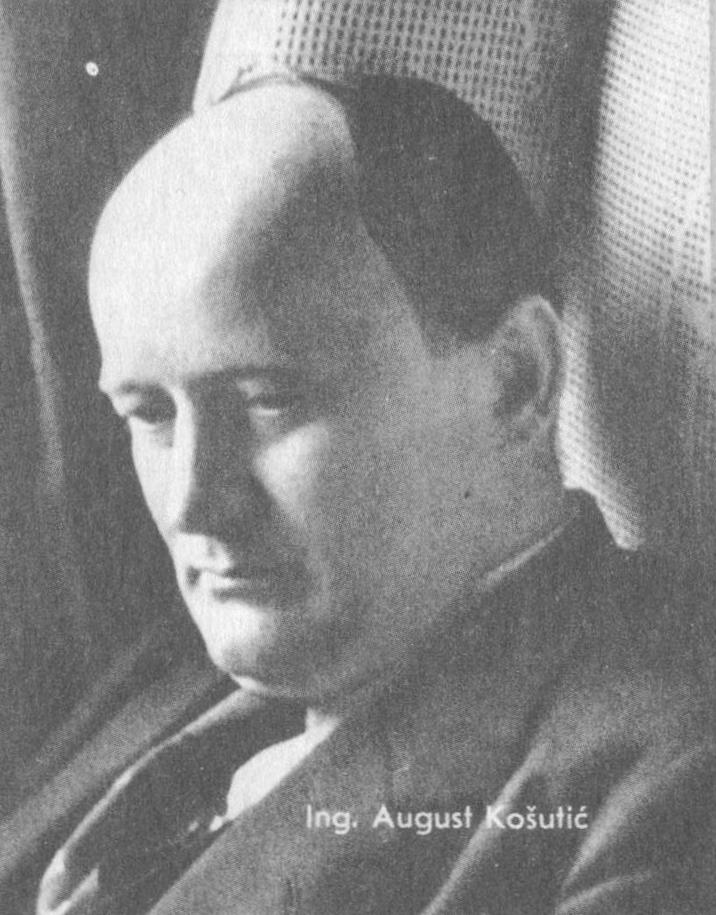
August Košutić, vice-presidente do HSS

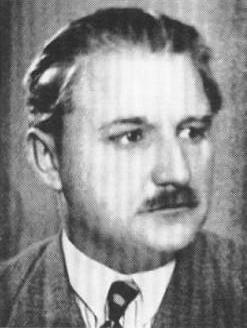
Ljudevit Tomašić, secretário adjunto do HSS

Vladko Maček, o presidente do Partido Camponês Croata durante a Segunda Guerra Mundial, pensava que os britânicos apoiariam o estado croata democrático e anticomunista. Ele pensava, portanto, que os Aliados acabariam por desembarcar na costa da Dalmácia e apoiar o seu partido como democrático e anticomunista. Ele também presumiu que a Guarda Nacional Croata apoiaria o HSS assim que a invasão da Dalmácia começasse. No entanto, os Chetniks dominados pelos sérvios de Draža Mihailović tinham um plano dirigido contra os croatas e os comunistas caso ocorresse a projetada invasão aliada da Dalmácia. Os três membros da liderança do HSS, vice-presidente August Košutić; Ljudevit Tomašić, vice-secretário e representante que já estava em contacto com os Aliados; e Ivanko Farolfi, foram incumbidos da tarefa de conduzir as negociações com os britânicos. Farolfi foi o mais ativo e ficou encarregado de manter contato com oficiais do exército croata, líderes partidários e serviços de inteligência estrangeiros. 
Mladen Lorković tinha um plano para desarmar o exército alemão no território do Estado Independente da Croácia (NDH), instalar o Partido Camponês Croata (HSS) como o novo governo e convocar todos os exércitos Aliados a desembarcarem no território do NDH. Ele também acreditava que o HSS impediria que os comunistas ou o rei Pedro II chegassem ao poder.  Em julho de 1944, Vokić realizou uma reunião na qual destacou que, uma vez que os Aliados invadissem os Bálcãs, as forças armadas alemãs teriam de ser desarmadas.
Os alemães estavam cientes de que a Croácia poderia juntar-se aos Aliados. O adido da Luftwaffe em Zagreb, em 11 de agosto, relatou que os militares croatas estavam cada vez menos cooperativos com os alemães. Ele também notou o pedido de mais armas e munições dos militares alemães.  Lorković estabeleceu contato com os representantes do Partido Camponês Croata na Croácia, Ivanko Farolfi, Ljudevit Tomašić e August Košutić.
A sua noção de uma invasão aliada da Dalmácia não se concretizou, uma vez que os aliados não tinham intenção de desembarcar na Dalmácia. Mesmo assim, Winston Churchill simpatizou com a ideia de uma invasão aliada da costa croata e por isso iniciou uma discussão com Josip Broz Tito sobre uma possível invasão da Península da Ístria em agosto de 1944.  Os representantes do HSS e da Guarda Nacional Croata ofereceram apenas promessas, e os Partidários Iugoslavos estiveram envolvidos na guerra. Na Conferência de Teerã, os Partidários ganharam o status de força Aliada. Os britânicos não queriam arriscar a cooperação com os guerrilheiros, e o seu envolvimento na Jugoslávia já era complicado, uma vez que lidavam tanto com o governo real iugoslavo no exíliocomo com os comunistas. O envolvimento da Guarda Nacional Croata e do HSS complicaria ainda mais a situação. 
Os negociadores croatas com os Aliados foram Tomo Jančiković, Zenon Adamić e Ivan Babić. Os britânicos sempre tiveram uma reunião separada com eles. O HSS pensava que os seus emissários tinham conseguido garantir o plano de invasão da Dalmácia. A nomeação de Ivan Šubašić como primeiro-ministro da iugoslávia no exílio, bem como a oferta do general Ivan Tomašević de colocar o seu exército sob o comando dos Aliados assim que a invasão começasse, encorajaram ainda mais os conspiradores. Finalmente, o golpe romeno e o avanço das tropas soviéticas levaram-nos a acreditar que os Aliados invadiriam em breve a Dalmácia. 

## Fim do golpe e prisões
Ante Pavelić, o poglavnik do Estado Independente da Croácia, pensava que os alemães venceriam a guerra com as "armas milagrosas". Ele convocou uma reunião de seu gabinete em sua villa, que era guardada por homens armados. Uma reunião ocorreu em 30 de agosto de 1944, e Pavelić acusou Lorković e Vokić de envolvimento na conspiração e traição. O Vice-Presidente do Governo, Džafer Kulenović, e muitos outros defenderam-nos, mas sem sucesso. Lorković e Vokić foram presos, juntamente com outras 60 pessoas. Lorković pediu a Pavelić que não prejudicasse os membros do HSS "como prometido", e Vokić defendeu-os perante Pavelić, afirmando que tinham feito tudo o que ele lhes ordenou. Alguns dos presos foram logo libertados, mas Lorković e Vokić foram julgados, presos e posteriormente executados. 

## Conspiradores
- Mladen Lorković - Ministro da Administração Interna
- Ante Vokić - Ministro das Forças Armadas
- Franjo Šimić - General da Guarda Nacional croata que deveria cumprimentar as forças inglesas e americanas após sua chegada à costa da Dalmácia [11]
- Ivan Babić - tenente-coronel da Guarda Interna Croata que transmitiu informações sobre o golpe aos Aliados na Itália; [12] mais tarde ele desertou da Guarda Nacional e mudou-se para a América do Sul
- Petar Blašković - general de infantaria da Guarda Nacional Croata
- Ivan Mrak - Ex-comandante da Legião da Força Aérea Croata. [13]
- Ivanko Farolfi - membro do Partido Camponês Croata
- Ljudevit Tomašić - membro do Partido Camponês Croata
- August Košutić - membro do Partido Camponês Croata